# اشتراسلاخ-دینگ هارتینگ
اشتراسلاخ-دینگ هارتینگ (به آلمانی: Straßlach-Dingharting) یک شهر در آلمان است که در منطقه مونیخ واقع شده‌است.

## خصوصیات
اشتراسلاخ-دینگ هارتینگ ۲۸٫۳۴ کیلومترمربع مساحت دارد ۶۳۵ متر بالاتر از سطح دریا واقع شده‌است.